# Lyft Urban Solutions
Lyft Urban Solutions (anciennement PBSC Solutions Urbaines) est une entreprise internationale dont le siège social est basée à Longueuil au Québec, Canada qui développe, commercialise et opère des systèmes de vélos en libre-service sur mesure dans des villes à travers le monde. Lyft Urban Solutions  est leader des solutions durables en micromobilité urbaine.  
En 2024, le fournisseur d'équipements de vélopartage a déployé plus de 280 000 vélos et 13 000 stations  dans plus de 50 villes dans le monde, comme Barcelone, Londres, Montréal, Toronto, Dubaï, Monaco, Chattanooga, Madrid, Buenos Aires, Sao Paulo et d'autres.

## Historique
Lyft Urban Solutions est né en 2008 à Montréal, Québec, Canada. 
En 2009, Lyft Urban Solutions lance le système de vélos en libre-service BIXI à Montréal, avec 3000 vélos et 300 stations. En 2019, l’entreprise annonce l’implantation de vélos à assistance électrique : 1000 vélos électriques viennent s’ajouter à la flotte. En 2021 le système compte 9092 vélos et vélos électriques et 750 stations. 
En 2010, Lyft Urban Solutions annonce le déploiement d’un système de vélos en libre-service à Londres en Angleterre. La même année, l’entreprise étend également ses activités à Minneapolis et Washington aux États-Unis.  
En 2011, Lyft Urban Solutions s’implante à Boston aux États-Unis et à Toronto au Canada.  
En 2012, l’entreprise s’expand à Chattanooga aux États-Unis.   
En 2013, l’entreprise continue son expansion aux États-Unis en s’implantant dans les villes de Chicago, New York et Aspen.   
En 2014, Lyft Urban Solutions étend ses activités à Guadalajara au Mexique ou elle déploie 1276 vélos et 122 stations. En 2021, la ville compte 3200 vélos et 305 stations.  
En 2015, l'entreprise annonce qu’elle fait un investissement de $2 millions en Recherche & Développement. La même année elle déploie ses solutions à Toluca au Mexique et annonce l’expansion de ses réseaux existants à Londres, Chicago, Washington et Guadalajara.
En 2016, Lyft Urban Solutions annonce l’arrivée d’un nouveau vélo à assistance électrique dans sa gamme de vélos ainsi que le rebranding de deux de ses vélos déjà existants. La même année l’entreprise s’implante à Kona aux États-Unis et étend ses activités à Toronto, Chicago, Washington et Aspen. 
En 2017, l'entreprise annonce le déploiement de son premier système au Brésil dans la ville de Recife où elle déploie 800 vélos et 80 stations. L’entreprise déploie également ses systèmes à Détroit, Louisville, Tucson et Honolulu aux États-Unis et à Aruba dans les Caraïbes, la même année.
En 2018, l'entreprise annonce un second investissement en R&D de plus de $5 millions. Elle lance également son système à Valence en France et à Nicosie, capitale de la Chypre. Grâce à sa collaboration avec les opérateurs Tembici et Itaú Unibanco Lyft Urban Solutions annonce l’étalement de son réseau au Brésil avec le déploiement de 9000 vélos dans différentes villes : Rio de Janeiro, Sao Paulo, Porto Alegre, Vila Vehla et Salvador.
En 2019 Lyft Urban Solutions annonce avoir remporté un contrat de 7 000 vélos à Barcelone, dont 1 000 à assistance électrique,. La même année l’entreprise s’implante à Monaco, Buenos Aires en Argentine et Santiago au Chili. Elle étend également certains de ses réseaux existants dont BIXI à Montréal, We-Cycle à Aspen ou Libélo à Valence.  
En 2021, Lyft Urban Solutions étend ses activités en France, Sibiu en Roumanie, la ville de Québec au Canada et Brasilia, la capitale du Brésil.
En 2022, l'entreprise s'implante en Colombie et en Roumanie, où elle déploie ses solutions dans les villes de Bogota, Dej et Sibiu. Elle étend aussi certains de ses réseaux existants dont BIXI à Montréal, Careem Bike à Dubaï, Santander Cycles à Londres, Bike Share Toronto à Toronto, Biki à Honolulu, àVélo dans la ville de Québec, Bike Itau à São Paulo et Libélo à Valence. 
La même année, Lyft Urban Solutions devient une filiale de l'entreprise américaine Lyft,.  
En 2023, Lyft Urban Solutions annonce le lancement de son système entièrement électrique bicimad à Madrid,, en Espagne. La même année l’entreprise s’implante aussi à Valladolid.  

## Implantations dans le monde
Les villes qui utilisent actuellement les systèmes de vélos en libre-service Lyft Urban Solutions sont répertoriées ci-dessous :
| Ville            | Pays                | Date de lancement | Nom                     | Nombre de stations | Nombre de vélos |
| ---------------- | ------------------- | ----------------- | ----------------------- | ------------------ | --------------- |
| Abu Dhabi        | Emirats Arabes Unis | 2021              | Careem Bike             |                    |                 |
| Aruba            | Aruba               | 2017              | Green Bike Aruba        | 8                  | 100             |
| Aspen            | États-Unis          | 2013              | We-cycle                | 90                 | 520             |
| Barcelone        | Espagne             | 2019              | Bicing                  | 519                | +07 000,        |
| Boston           | États-Unis          | 2011              | Hubway                  | 158                | +01 461,        |
| Bogota           | Colombie            | 2022              | Tembici                 | 300                | 3 300           |
| Brasilia         | Brésil              | 2021              | Tembici                 | 70                 | 500             |
| Buenos Aires     | Argentine           | 2019              | EcoBici                 | 400                | +04 400,        |
| Chattanooga      | États-Unis          | 2012              | Bike Chattanooga        | 43                 | 458             |
| Chicago          | États-Unis          | 2013              | Divvy                   | 619                | 6 387           |
| Clermont-Ferrand | France              | 2021              | C.vélo                  | 57                 | 680             |
| Columbus         | États-Unis          | 2013              | CoGo                    | 70                 | 614             |
| Curitiba         | Brésil              | 2023              | Tembici                 | 50                 | 500             |
| Dej              | Roumanie            | 2023              | Dej velo city           | 16                 | 221             |
| Détroit          | États-Unis          | 2017              | MoGo                    | 79                 | 679             |
| Dubaï            | Emirats Arabes Unis | 2020              | Careem Bike             | 80                 | 800             |
| Guadalajara      | Mexique             | 2014              | MiBici                  | 365                | 3 972           |
| Honolulu         | États-Unis          | 2017              | Biki                    | 136                | 1 288           |
| Hunedoara        | Roumanie            | 2024              | VeloCorvin              | 12                 | 189             |
| Kona & Hilo      | États-Unis          | 2016              | Bikeshare Hawaii Island | 23                 | 209             |
| La Corogne       | Espagne             | 2022              | bicicoruña              | 55                 | 606             |
| Londres          | Royaume-Uni         | 2010              | Santander Cycles        | 839                | 13 850          |
| Louisville       | États-Unis          | 2017              | LouVelo                 | 39                 | 321             |
| Madrid           | Espagne             | 2023              | bicimad                 | 600                | 7 500           |
| Médine           | Arabie Saoudite     | 2024              | Careem Bike             | 60                 | 500             |
| Moinesti         | Roumanie            | 2024              | Moinesti Bike City      | 8                  | 121             |
| Monaco           | Monaco              | 2019              | MonaBike                | 43                 | 400             |
| Montréal         | Canada              | 2009              | BIXI                    | 934                | 11 379          |
| New York         | États-Unis          | 2013              | Citi Bike               | 458                | +07 000,        |
| Nicosie          | Chypre du Nord      | 2018              | Velespeed               | 43                 | 410             |
| Nordelta         | Argentine           | 2022              | Tembici                 | 20                 | 200             |
| Pittsburgh       | États-Unis          | 2022              | Pogoh                   | 60                 | 583             |
| Porto Alegre     | Brésil              | 2018              | Bike Itaú               | 41                 | 410             |
| Québec           | Canada              | 2021              | àVélo                   | 115                | 1 300           |
| Recife           | Brésil              | 2017              | Bike Itaú               | 80                 | 800             |
| Rio de Janeiro   | Brésil              | 2018              | Bike Itaú               | 260                | 3 100           |
| Salvador         | Brésil              | 2018              | Bike Itaú               | 50                 | 400             |
| Saint-Sébastien  | Espagne             | 2020              | dBizi                   | 46                 | 461             |
| Sântana          | Roumanie            | 2022              | velo Sântana            | 8                  | 90              |
| Santiago         | Chili               | 2019              | Bike Itaú               | 350                | 3 901           |
| Sao Paulo        | Brésil              | 2018              | Bike Itaú               | 260                | 3 100           |
| Sibiu            | Roumanie            | 2021              | Sibiu Bike City         | 57                 | 650             |
| Toronto          | Canada              | 2011              | Bike Share Toronto      | 925                | 9 750           |
| Tucson           | États-Unis          | 2017              | Tugo Bikshare           | 41                 | 330             |
| Valence          | France              | 2019              | Libélo                  | 45                 | +00306,         |
| Washington, D.C. | États-Unis          | 2010              | Capital Bikeshare       | 395                | 6 372           |

## Produits et équipements

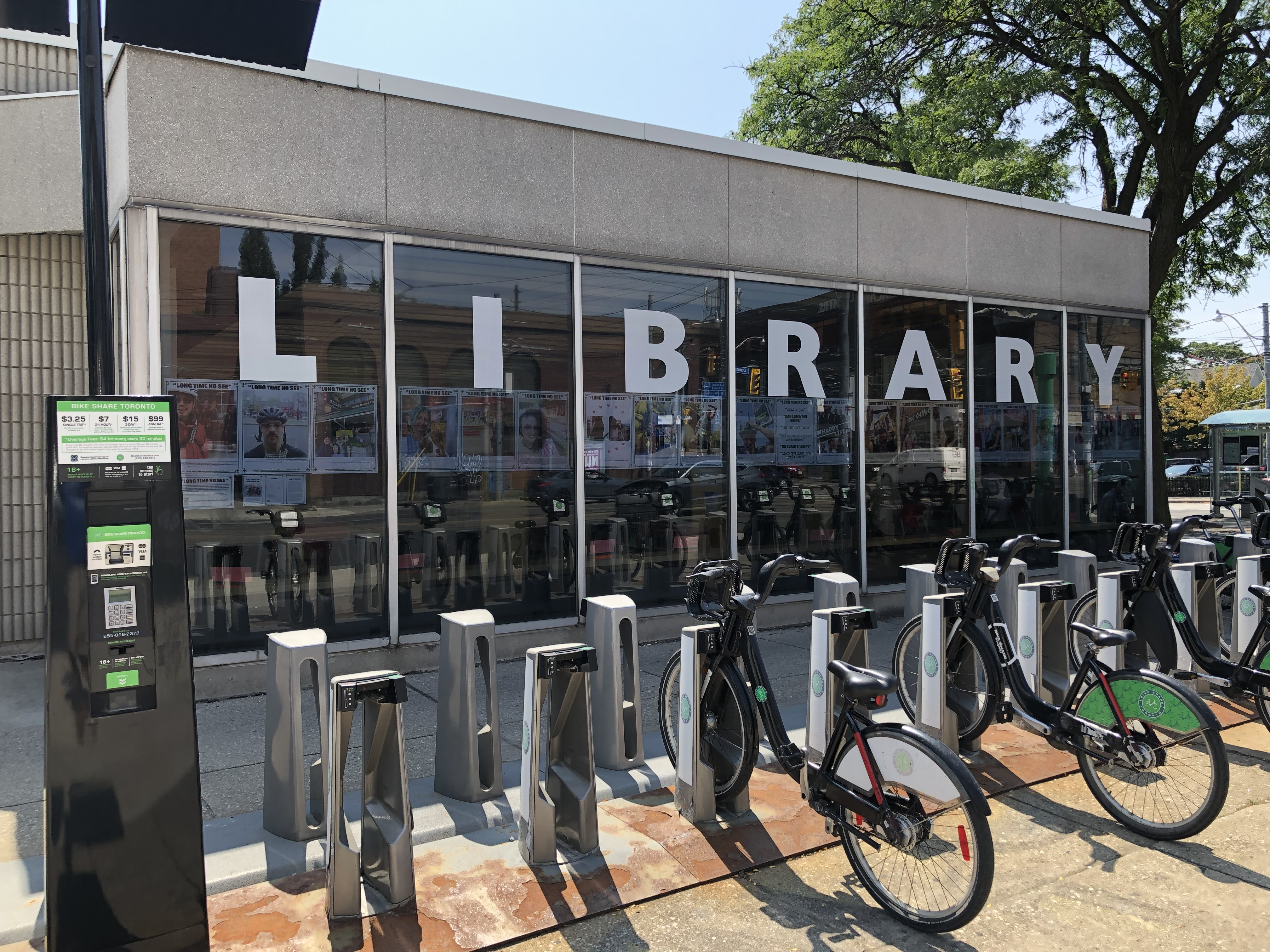
Kiosk et station Bike Share Toronto à Toronto.

Une station complète est composée d’un kiosque de paiement, d’une station d’ancrage pour déposer et verrouiller les vélos. Une station peut être installée et configurée en une demi-heure environ. Les stations qui accueillent des vélos électriques sont également équipées d’un système de recharge rapide. 

### Kiosque de paiement
Les kiosques de paiement de Lyft Urban Solutions sont à écran tactile ; la plupart acceptent les cartes de crédit pour les locations à court terme. Les utilisateurs peuvent déverrouiller les vélos à l'aide de leur téléphone, de cartes, de QR codes ou via l’application mobile Lyft Urban Solutions.

### Stations d’ancrage[45]

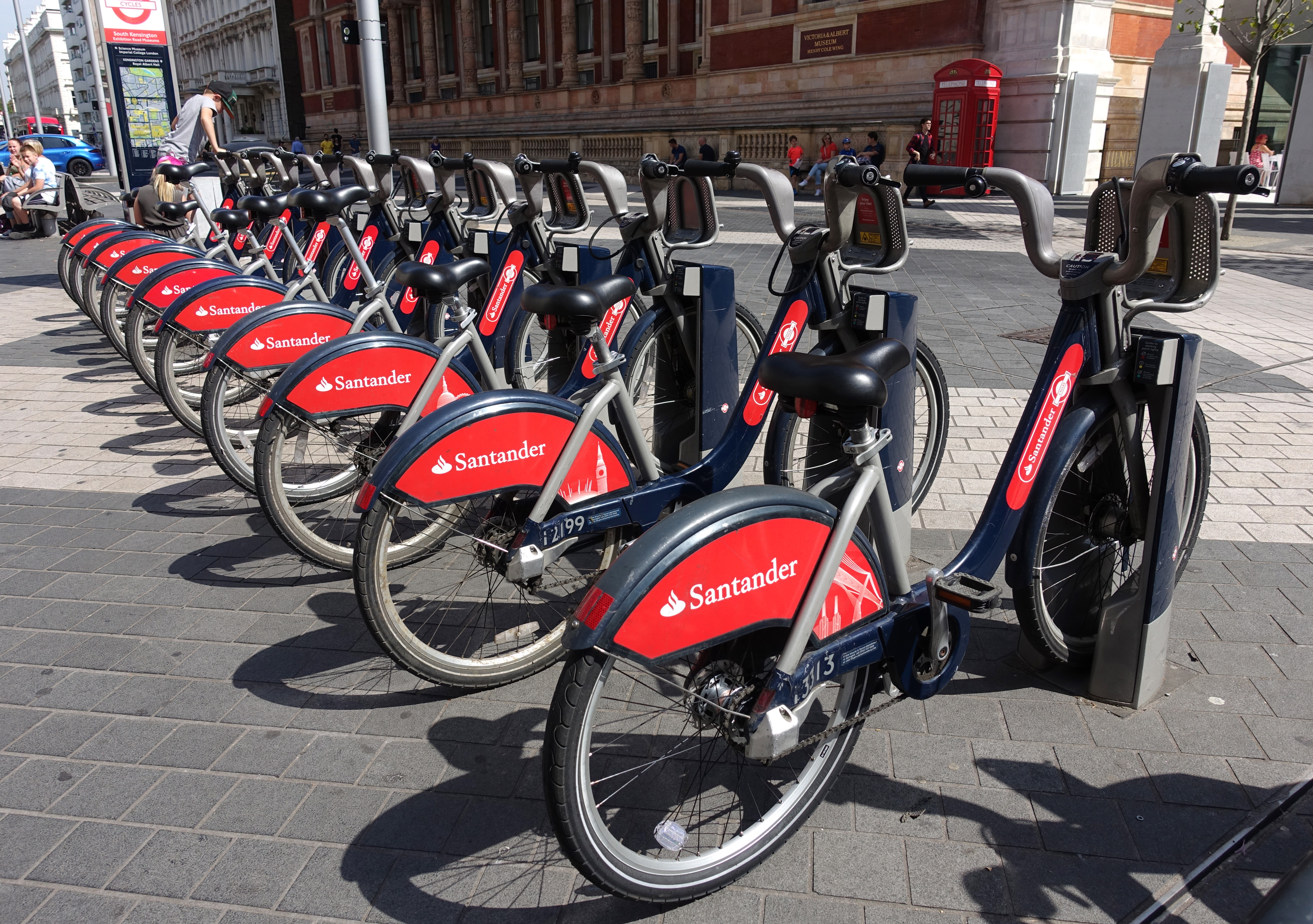
Station Santander Cycles à Londres.

Les stations d'accueil pour vélos maintiennent et verrouillent les vélos lorsqu'ils ne sont pas utilisés. Chaque point d’ancrage comprend un bouton qui peut être utilisé pour informer l’opérateur si un vélo est défectueux. Il existe différents types de stations :
- Les stations électriques qui sont alimentées par le réseau électrique et ont de 100 V à 240 V.
- Les stations à énergie solaire qui sont autonomes en énergie et modulaires.

### Vélos
PBSC Solutions Urbaines propose 4 modèles de vélos, 2 vélos réguliers et 2 vélos à assistance électrique :
- Le vélo ICONIC. Il s’agit du modèle classique et originel de PBSC. C’est un vélo robuste avec des roues de 26 pouces.
- Le vélos FIT. C’est un modèle plus léger et plus compact, avec des roues de 24 pouces.
- Le vélo BOOST, qui est le premier modèle de vélo à assistance électrique de PBSC. Il est équipé d’une batterie d’une autonomie de 60 km et d’un moteur central de 250 Watt.
- Le vélos E-FIT. Il s’agit d’un modèle de vélo à assistance électrique plus récent. La batterie a une autonomie de 70 km. Il possède 3 vitesses qu’il est possible de changer et est également équipé d’un moteur central de 250 Watt.

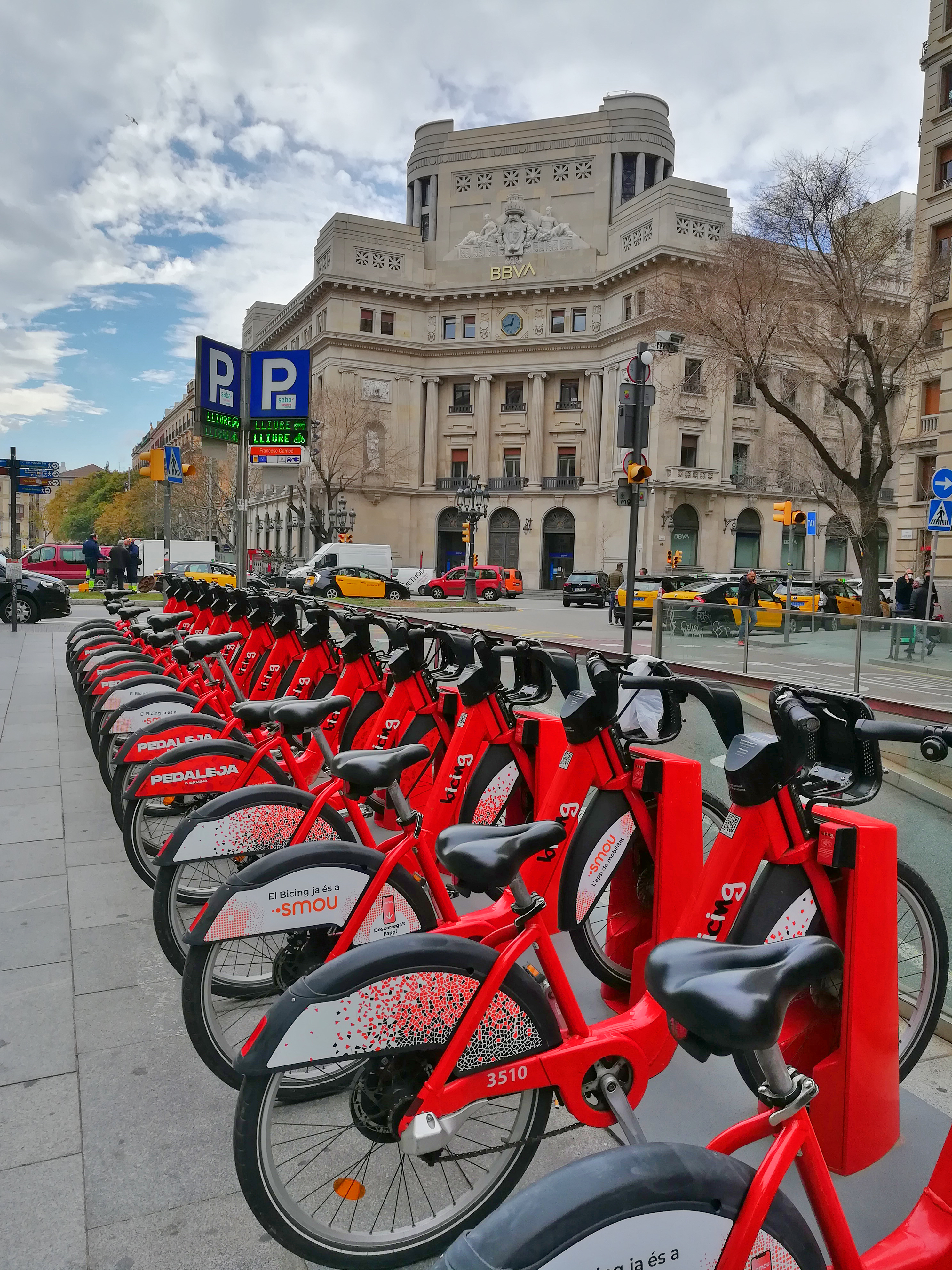
Vélo Bicing à Barcelone

Tous les vélos sont également équipés d’un panier à l’avant. Le cadre et le guidon en aluminium dissimulent les câbles et les attaches, dans le but de les protéger du vandalisme et des intempéries. Les pneus sont conçus pour être résistants aux crevaisons et sont remplis d'azote pour maintenir une pression de gonflage appropriée plus longtemps. 
Chaque vélo est également doté d’un dispositif de verrouillage breveté par PBSC pour éviter les vols. Ce même dispositif permet également de recharger les batteries des vélos électriques et de transférer des données en temps réel au centre de contrôle.    

### La solution multimodale
La solution multimodale est une technologie conçue pour ancrer et charger divers véhicules (vélos, trottinettes électriques, vélos électriques) sur une même station, en installant le dispositif de verrouillage breveté par PBSC sur ces véhicules.

## Technologies

### Application mobile PBSC
L’application mobile PBSC permet de déverrouiller des vélos via le QR code disponible sur le vélo, trouver des stations à proximité, trouver des vélos disponibles ou des points d’ancrage libres pour y déposer son vélo, trouver un itinéraire vers une destination, et plus encore ; le tout en temps réel.
L’application peut être personnalisable aux opérateurs de chaque ville,.

### Comet
Comet est un logiciel développé par PBSC. C’est un centre de contrôle connecté à chaque station et vélo et destiné aux opérateurs, qui leur permet de suivre en temps réel l’état de leur flotte de vélos. Le logiciel partage des données sur l’état des vélos et des stations (besoin d’entretien, station pleine ou vide), l’endroit où se situent les vélos, le profil des usagers (utilisateurs réguliers ou ponctuels). 